# Vic Elford
Victor Henry „Vic“ Elford (* 10. Juni 1935 in London; † 13. März 2022 auf Plantation Island) war ein in den 1960er- und 1970er-Jahren aktiver britischer Automobil-Rennfahrer und Formel-1-Pilot.

## Rennsport-Karriere

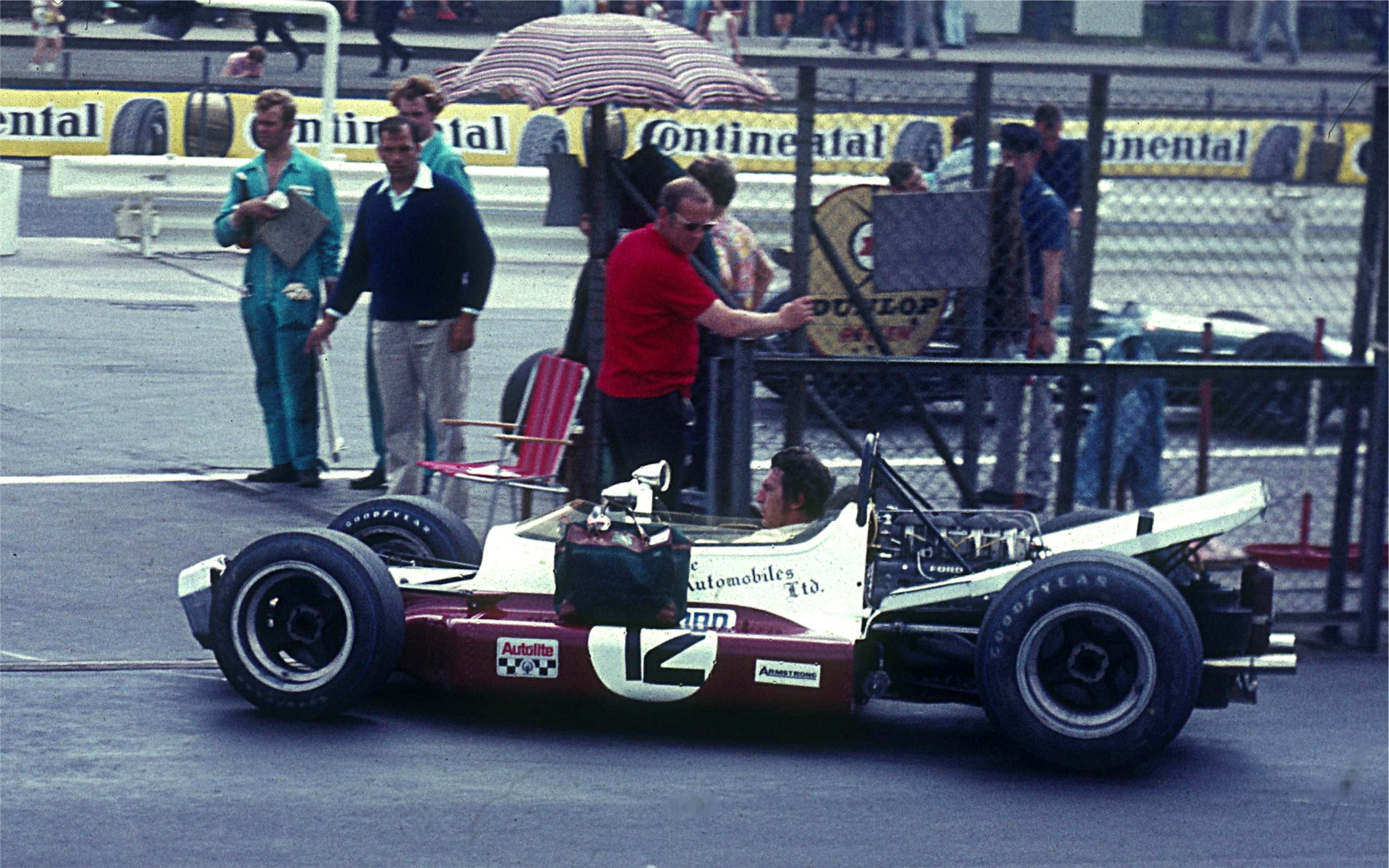
Elford im F1-McLaren-Ford von Colin Crabbe Racing beim Training zum GP von Deutschland auf dem Nürburgring (1969)

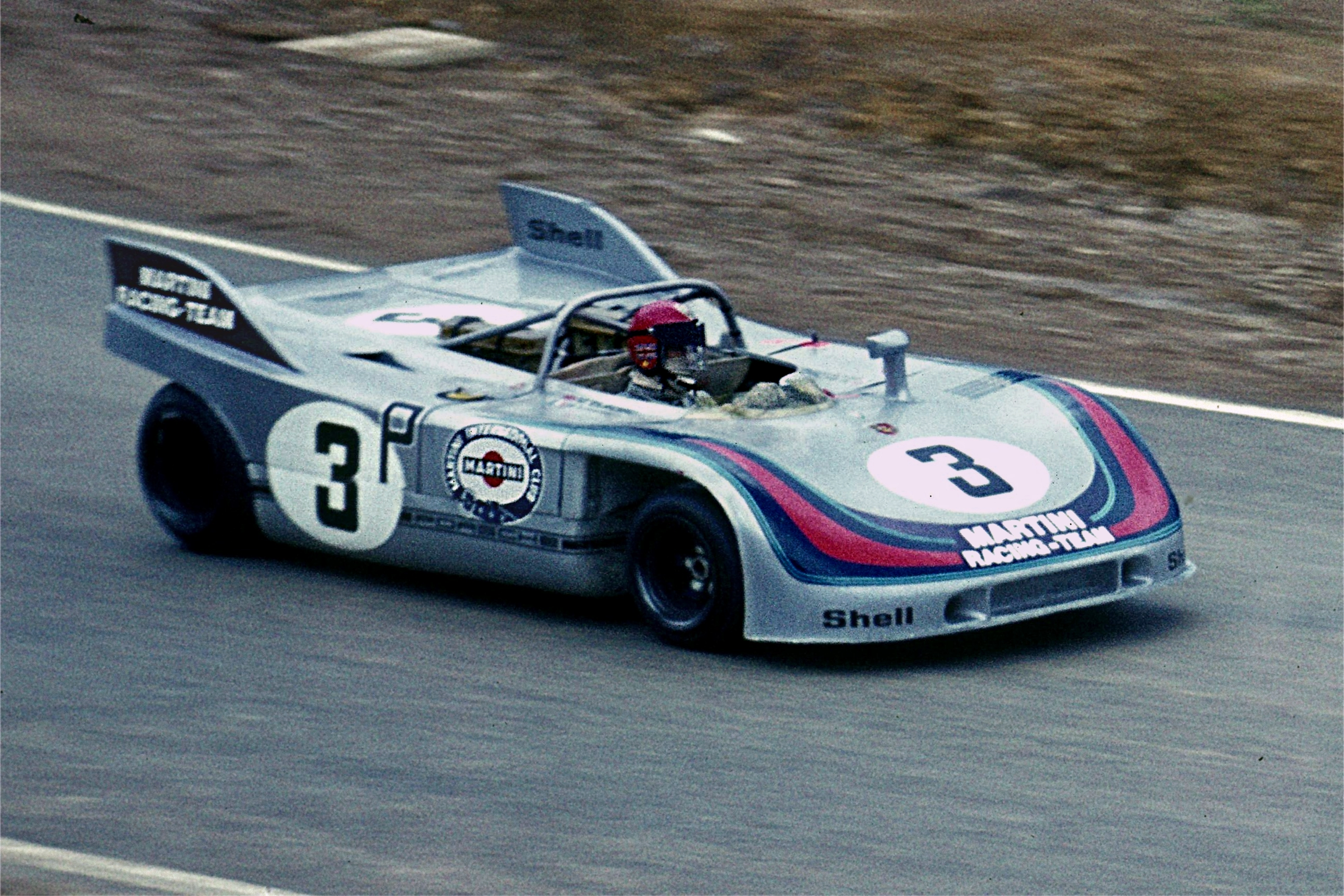
Elford im Werks-Porsche 908-3 beim Training zum 1000-km-Rennen auf dem Nürburgring (1971)

Aufgrund seiner vielfältigen Aktivitäten und Erfolge gilt Elford als einer der größten Allrounder der Motorsport-Geschichte. Sein erstes Rennen bestritt er 1961 mit einem Mini von BMC, seine erste Rallye 1962 in einem DKW. Von 1968 bis einschließlich 1971 nahm er in der Formel 1 an insgesamt 13 Grand Prix teil. Sein Debüt gab er am 7. Juli 1968 beim Grand Prix von Frankreich, sein letzter Auftritt war der Grand Prix von Deutschland 1971. Insgesamt erzielte „Quick Vic“ für die Teams von Cooper, McLaren und B.R.M. acht Weltmeisterschaftspunkte. Einige Jahre später war Elford erneut in der F1-Weltmeisterschaft aktiv, 1979 als Manager des deutschen ATS-Formel-1-Teams. Innerhalb von nur drei Monaten gelang es Elford, ATS und dessen Fahrer Hans-Joachim Stuck zu Mitbewerbern um WM-Punkte zu machen, nachdem das Team zuvor Schwierigkeiten hatte, sich überhaupt für Rennen zu qualifizieren.
Vic Elford war auch in der Sportwagenszene bekannt und wurde u. a. häufig von Porsche als Werkspilot eingesetzt. Auf Porsche 908 gewann er unter anderem dreimal das 1000-km-Rennen auf dem Nürburgring, 1968 zusammen mit Jo Siffert, 1970 mit Kurt Ahrens und 1971 mit Gérard Larrousse; 1969 wurde er mit Ahrens Dritter. In den USA nahm er Anfang der 1970er-Jahre sowohl an TransAm- als auch an CanAm-Rennen erfolgreich teil. Darüber hinaus war Elford ein siegreicher Rallyefahrer, besonders als Werksfahrer für Porsche. Einer seiner herausragenden Erfolge im Reigen der Wilden-Reiter-Truppe war der Gesamtsieg bei der Rallye Monte Carlo des Jahres 1968. Neben zahlreichen weiteren Aktivitäten auf Rennstrecken und Rallyepisten konnte Vic Elford am 4. Februar 1967 auf dem Lydden Hill Race Circuit in Kent mit einem fabrikneuen Porsche 911 R des britischen Porsche-Importeurs AFN auch das erste Rallycross-Rennen der Autosportgeschichte gewinnen.
In Steve McQueens Film Le Mans ist Vic Elford mehrfach als Fahrer eines Porsche 917 bei Close-up-Aufnahmen in Aktion zu erleben. Im Film The Speed Merchants von Michael Keyser ist er als principal narrator zu hören, also als wichtigster Erzähler und Kommentator. Nachdem Elford bei den 24 Stunden von Le Mans einmal vor laufenden Kameras sein eigenes Fahrzeug verlassen und einen Fahrerkollegen aus dessen brennendem Ferrari gerettet hatte, verlieh ihm der damalige französische Präsident Georges Pompidou für Mut und bewiesene Heldenhaftigkeit den Titel Chevalier de l’Ordre National du Mérite.
Vic Elford lebte zuletzt als Ruheständler in Südflorida (USA). Er starb im März 2022 im Alter von 86 Jahren nach langer Krankheit.

## Statistik

### Le-Mans-Ergebnisse
| Jahr | Team                         | Fahrzeug               | Teamkollege           | Teamkollege  | Platzierung            | Ausfallgrund       |
| ---- | ---------------------------- | ---------------------- | --------------------- | ------------ | ---------------------- | ------------------ |
| 1967 | Porsche System Engineering   | Porsche 906K Carrera 6 | Ben Pon               |              | Rang 7 und Klassensieg |                    |
| 1968 | Porsche System Engineering   | Porsche 908            | Gerhard Mitter        |              | Disqualifiziert        |                    |
| 1969 | Porsche System Engineering   | Porsche 917L           | Richard Attwood       |              | Ausfall                | Getriebeschaden    |
| 1970 | Porsche KG Salzburg          | Porsche 917L           | Kurt Ahrens           |              | Ausfall                | Motorschaden       |
| 1971 | Martini International Racing | Porsche 917L           | Gérard Larrousse      |              | Ausfall                | Motorschaden       |
| 1972 | Autodelta SpA                | Alfa Romeo Tipo 33     | Helmut Marko          |              | Ausfall                | Kupplungsschaden   |
| 1973 | Automobiles Charles Pozzi    | Ferrari 365 GTB/4      | Claude Ballot-Léna    |              | Rang 6 und Klassensieg |                    |
| 1974 | Robert Buchet                | Porsche Carrera RSR    | Claude Ballot-Léna    |              | Ausfall                | Benzineinspritzung |
| 1983 | Jean Rondeau Ford France     | Rondeau M379           | Anne-Charlotte Verney | Joël Gouhier | Ausfall                | Aufhängung         |

### Sebring-Ergebnisse
| Jahr | Team                            | Fahrzeug            | Teamkollege      | Platzierung | Ausfallgrund |
| ---- | ------------------------------- | ------------------- | ---------------- | ----------- | ------------ |
| 1968 | Porsche Automobile Co.          | Porsche 907 2.2     | Jochen Neerpasch | Rang 2      |              |
| 1969 | Porsche System Engineering Ltd. | Porsche 908/02      | Richard Attwood  | Rang 7      |              |
| 1970 | Porsche Audi                    | Porsche 917K        | Kurt Ahrens      | Ausfall     | Unfall       |
| 1971 | Martini & Rossi Racing          | Porsche 917K        | Gérard Larrousse | Gesamtsieg  |              |
| 1972 | Autodelta S.p.A.                | Alfa Romeo T33/TT/3 | Helmut Marko     | Ausfall     | Motorschaden |

### Einzelergebnisse in der Sportwagen-Weltmeisterschaft
| Saison | Team                      | Rennwagen                              | 1   | 2   | 3   | 4   | 5   | 6   | 7   | 8   | 9   | 10  | 11  | 12  | 13  | 14  | 15  | 16  | 17  | 18  | 19  | 20  |
| ------ | ------------------------- | -------------------------------------- | --- | --- | --- | --- | --- | --- | --- | --- | --- | --- | --- | --- | --- | --- | --- | --- | --- | --- | --- | --- |
| 1964   | Ford                      | Ford Cortina                           | DAY | SEB | TAR | MON | SPA | CON | NÜR | ROS | LEM | REI | FRE | CCE | RTT | SIM | NÜR | MON | TDF | BRI | BRI | PAR |
| 1964   | Ford                      | Ford Cortina                           |     |     |     |     |     |     |     |     |     |     |     |     |     | 11  |     |     |     |     |     |     |
| 1967   | Porsche                   | Porsche 910 Porsche 906 Porsche 911    | DAY | SEB | MON | SPA | TAR | NÜR | LEM | HOK | MUG | BRH | CCE | ZEL | OVI | NÜR |     |     |     |     |     |     |
| 1967   | Porsche                   | Porsche 910 Porsche 906 Porsche 911    |     |     |     |     | 3   | 3   | 7   |     | 3   | DNF |     |     |     |     |     |     |     |     |     |     |
| 1968   | Porsche Bradley Racing    | Porsche 907 Porsche 910 Porsche 908    | DAY | SEB | BRH | MON | TAR | NÜR | SPA | WAT | ZEL | LEM |     |     |     |     |     |     |     |     |     |     |
| 1968   | Porsche Bradley Racing    | Porsche 907 Porsche 910 Porsche 908    | 1   | 2   | 3   | 9   | 1   | 1   | DNF | DNF | 8   | DNF |     |     |     |     |     |     |     |     |     |     |
| 1969   | Porsche Dean Racing       | Porsche 908 Porsche 917                | DAY | SEB | BRH | MON | TAR | SPA | NÜR | LEM | WAT | ZEL |     |     |     |     |     |     |     |     |     |     |
| 1969   | Porsche Dean Racing       | Porsche 908 Porsche 917                | DNF | 7   | 2   | 16  | 2   | 3   | 3   | DNF | 2   |     |     |     |     |     |     |     |     |     |     |     |
| 1970   | Porsche Holding Porsche   | Porsche 917 Porsche 908                | DAY | SEB | BRH | MON | TAR | SPA | NÜR | LEM | WAT | ZEL |     |     |     |     |     |     |     |     |     |     |
| 1970   | Porsche Holding Porsche   | Porsche 917 Porsche 908                | DNF | DNF | 2   | DNF | DNF | 3   | 1   | DNF | 4   | 4   |     |     |     |     |     |     |     |     |     |     |
| 1971   | Martini Racing Autodelta  | Porsche 917 Porsche 908 Alfa Romeo T33 | BUA | DAY | SEB | BRH | MON | SPA | TAR | NÜR | LEM | ZEL | WAT |     |     |     |     |     |     |     |     |     |
| 1971   | Martini Racing Autodelta  | Porsche 917 Porsche 908 Alfa Romeo T33 | DNF | DNF | 1   | DNF | DNF | DNF | 39  | 1   | DNF |     | DNF |     |     |     |     |     |     |     |     |     |
| 1972   | Autodelta Ecurie Bonnier  | Alfa Romeo T33 Lola T280               | BUA | DAY | SEB | BRH | MON | SPA | TAR | NÜR | LEM | ZEL | WAT |     |     |     |     |     |     |     |     |     |
| 1972   | Autodelta Ecurie Bonnier  | Alfa Romeo T33 Lola T280               | 4   | 3   | DNF | 4   |     |     | DNF | 11  | DNF | DNF |     |     |     |     |     |     |     |     |     |     |
| 1973   | Charles Pozzi             | Ferrari 365 GTB/4                      | DAY | VAL | DIJ | MON | SPA | TAR | NÜR | LEM | ZEL | WAT |     |     |     |     |     |     |     |     |     |     |
| 1973   | Charles Pozzi             | Ferrari 365 GTB/4                      |     |     |     |     | 6   |     |     |     |     |     |     |     |     |     |     |     |     |     |     |     |
| 1974   | Gelo Racing Robert Buchet | Porsche Carrera RSR                    | MON | SPA | NÜR | IMO | LEM | ZEL | WAT | LEC | BRH | KYA |     |     |     |     |     |     |     |     |     |     |
| 1974   | Gelo Racing Robert Buchet | Porsche Carrera RSR                    |     |     |     | DNF | DNF |     |     |     |     |     |     |     |     |     |     |     |     |     |     |     |
| 1983   | Jean Rondeau              | Rondeau M379                           | MON | SIL | NÜR | LEM | SPA | FUJ | KYA |     |     |     |     |     |     |     |     |     |     |     |     |     |
| 1983   | Jean Rondeau              | Rondeau M379                           | DNF |     |     |     |     |     |     |     |     |     |     |     |     |     |     |     |     |     |     |     |